# 纳西诺
纳西诺（義大利語：Nasino），是意大利萨沃纳省的一个市镇。总面积21平方公里，人口222人，人口密度10.6人/平方公里（2009年）。ISTAT代码为009041。